# Ophthalmopsylla celata
Ophthalmopsylla celata är en loppart som beskrevs av Hamilton Paul Traub 1965. Ophthalmopsylla celata ingår i släktet Ophthalmopsylla och familjen smågnagarloppor. Inga underarter finns listade i Catalogue of Life.